# Лаверюн
Лаверю́н (фр. и окс. Laveyrune) — коммуна во Франции, находится в регионе Рона — Альпы. Департамент коммуны — Ардеш. Входит в состав кантона Сент-Этьен-де-Люгдарес. Округ коммуны — Ларжантьер.
Код INSEE коммуны — 07136.
Коммуна расположена приблизительно в 490 км к югу от Парижа, в 150 км юго-западнее Лиона, в 60 км к западу от Прива.

## Население
Население коммуны на 2008 год составляло 133 человека.
| 1962 | 1968 | 1975 | 1982 | 1990 | 1999 | 2008 |
| ---- | ---- | ---- | ---- | ---- | ---- | ---- |
| 9    | 127  | 108  | 84   | 112  | 126  | 133  |

## Экономика
В 2007 году среди 86 человек в трудоспособном возрасте (15—64 лет) 53 были экономически активными, 33 — неактивными (показатель активности — 61,6 %, в 1999 году было 56,2 %). Из 53 активных работали 48 человек (31 мужчина и 17 женщин), безработных было 5 (2 мужчин и 3 женщины). Среди 33 неактивных 6 человек были учениками или студентами, 15 — пенсионерами, 12 были неактивными по другим причинам.